# 常然寺 (八潮市)
常然寺（じょうねんじ）は、埼玉県八潮市にある浄土宗の寺院。

## 歴史
1396年（応永3年）に創建された。開山は1639年（寛永16年）寂の白雲としている。
当寺は垳川のほとりにあり、垳川の河川改修に合わせて、本堂や庫裏を改修している。

## 文化財
- 延宝2年垳万人の塔（八潮市指定有形文化財 昭和46年3月16日指定）[3]

## 交通アクセス
- 首都圏新都市鉄道つくばエクスプレス八潮駅より徒歩15分。
- 首都高速道路6号三郷線 八潮南出入口から車で3分